# Greatest Hits (Black Sabbath)
Greatest Hits este o compilație din 2009 a trupei heavy metal Black Sabbath. Această compilație include melodii începând cu albumul de debut din 1970 până la Sabbath Bloody Sabbath, precum și o melodie de pe Never Say Die!. O compilație similară cu același nume a fost lansată în afara Americii de Nord de NEMS Records în 1977.
Albumul a fost re-lansat în 2012 cu titlul Iron Man: The Best of Black Sabbath, având piesele identice, diferită fiind coperta.

## Tracklist
1. "Paranoid" (original de pe Paranoid, 1970) – 2:48
2. "Iron Man" (original de pe Paranoid) – 5:55
3. "Changes" (original de pe Black Sabbath, Vol. 4, 1972) – 4:43
4. "Fairies Wear Boots" (original de pe Paranoid) - 6:13
5. "War Pigs" (original de pe Paranoid) – 7:54
6. "Never Say Die" (original de pe Never Say Die!, 1978) – 3:48
7. "Children of the Grave" (original de pe Master of Reality, 1971) – 5:15
8. "The Wizard" (original de pe Black Sabbath, 1970) – 4:20
9. "Snowblind" (original de pe Black Sabbath, Vol. 4) – 5:27
10. "Sweet Leaf" (original de pe Master of Reality) – 5:03
11. "Evil Woman" (original de pe Black Sabbath) - 3:22
12. "Sabbath Bloody Sabbath" (original de pe Sabbath Bloody Sabbath, 1974) – 5:42
13. "Black Sabbath" (original de pe Black Sabbath) – 6:16
14. "N.I.B." (original de pe Black Sabbath) – 5:22

## Componență
- Ozzy Osbourne - voce
- Tony Iommi - chitară
- Geezer Butler - bas
- Bill Ward - baterie

## Certificații
| Regiune | Certificări | Vânzări  |
| --- | ----------- | -------- |
| Regatul Unit (BPI)                                                                                         | Aur         | 100.000^ |
| *cifrele de vânzări sunt bazate pe un singur certificat ^cifrele cargo sunt bazate pe un singur certificat |             |          |